# بوصير أليسي
البوصير الأليسي (باللاتينية: Verbascum aliciae) نوع نباتي يتبع جنس البوصير من الفصيلة الغدبية.

## الموئل والانتشار
موطنه بلاد الشام.